# Arrowsmith
Arrowsmith és una població dels Estats Units a l'estat d'Illinois. Segons el cens del 2000 tenia 298 habitants.

## Demografia
Segons el cens del 2000, Arrowsmith tenia 298 habitants, 108 habitatges, i 87 famílies. La densitat de població era de 575,3 habitants/km².
Dels 108 habitatges en un 37% hi vivien nens de menys de 18 anys, en un 70,4% hi vivien parelles casades, en un 4,6% dones solteres, i en un 19,4% no eren unitats familiars. En el 14,8% dels habitatges hi vivien persones soles el 10,2% de les quals corresponia a persones de 65 anys o més que vivien soles. El nombre mitjà de persones vivint en cada habitatge era de 2,76 i el nombre mitjà de persones que vivien en cada família era de 3,09.
Per edats la població es repartia de la següent manera: un 27,5% tenia menys de 18 anys, un 10,4% entre 18 i 24, un 28,2% entre 25 i 44, un 20,8% de 45 a 60 i un 13,1% 65 anys o més.
L'edat mediana era de 34 anys. Per cada 100 dones de 18 o més anys hi havia 96,4 homes.
La renda mediana per habitatge era de 49.375 $ i la renda mediana per família de 54.375 $. Els homes tenien una renda mediana de 36.667 $ mentre que les dones 25.179 $. La renda per capita de la població era de 17.261 $. Aproximadament el 4,4% de les famílies i el 3,3% de la població estaven per davall del llindar de pobresa.

## Poblacions més properes
El següent diagrama mostra les poblacions més properes.